# Saint-Jean-de-Beauregard
Pour les articles homonymes, voir Saint-Jean et Beauregard.
Saint-Jean-de-Beauregard (prononcé [sɛ̃ ʒɑ̃ d̪ǝ boʁǝɡaʁ] ) est une commune française située à vingt-cinq kilomètres au sud-ouest de Paris dans le département de l’Essonne en région Île-de-France. Saint-Jean-de-Beauregard est un village d'environ 450 habitants.
Petit village agricole en périphérie de la ville nouvelle des Ulis, porte orientale du parc naturel régional de la Haute Vallée de Chevreuse, doté d’un remarquable château de style Louis XIII classé au titre des monuments historiques, Saint-Jean-de-Beauregard et son domaine sont réputés localement pour leurs fêtes des plantes du Printemps et de l’Automne.
Ses habitants sont appelés les Belliregardinois.

## Géographie

### Situation
| Type d’occupation           | Pourcentage | Superficie (en hectares) |
| --------------------------- | ----------- | ------------------------ |
| Espace urbain construit     | 5,8 %       | 23,42                    |
| Espace urbain non construit | 3,6 %       | 14,52                    |
| Espace rural                | 90,5 %      | 362,54                   |
| Source : Iaurif             |             |                          |

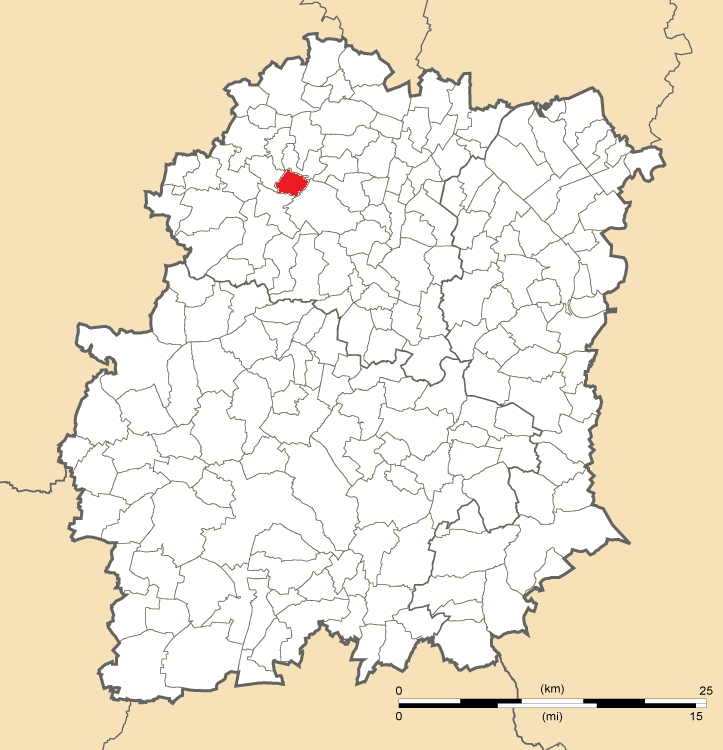
Position de Saint-Jean-de-Beauregard en Essonne.

Saint-Jean-de-Beauregard est située au nord-ouest du département français de l’Essonne, dans ce qui était auparavant le pays Hurepoix, aujourd’hui devenu une région naturelle. La commune occupe un territoire de trois cent quatre-vingt-dix-sept hectares. L’Institut national de l'information géographique et forestière attribue les coordonnées géographiques 48°39’51" Nord et 02°10’07" Est au point central de ce territoire. Plus de 90 % de ce territoire a conservé un caractère rural avec de larges espaces de culture au centre et le bois de Saint-Jean au sud, pour partie intégré au domaine privé du château. Moins de 6 % relevaient de l’espace urbain construit, pour la majeure partie concentrée dans le hameau de Villeziers. Le sud du territoire est traversé par le cours de la rivière la Salmouille. Divers étangs et mares subsistent sur le plateau argileux typique du Bassin parisien, soumis à un climat océanique dégradé. L’est du territoire est bordé par l’autoroute A10 et le nord traversé par la route départementale 35. Outre le hameau de Villeziers, le village groupe aussi ceux de la Gâtine, la Bergerie et la Grange aux Moines ainsi que plusieurs lieux-dits.
Saint-Jean-de-Beauregard est située à vingt-cinq kilomètres au sud-ouest de Paris-Notre-Dame, point zéro des routes de France, vingt kilomètres à l’ouest d’Évry, sept kilomètres au sud-ouest de Palaiseau, huit kilomètres à l’ouest de Montlhéry, dix kilomètres au nord-ouest d’Arpajon, dix-neuf kilomètres au nord-est de Dourdan, vingt-trois kilomètres au nord-ouest de Corbeil-Essonnes, vingt-quatre kilomètres au nord-ouest de La Ferté-Alais, vingt-six kilomètres au nord d’Étampes, trente-six kilomètres au nord-ouest de Milly-la-Forêt.

### Hydrographie

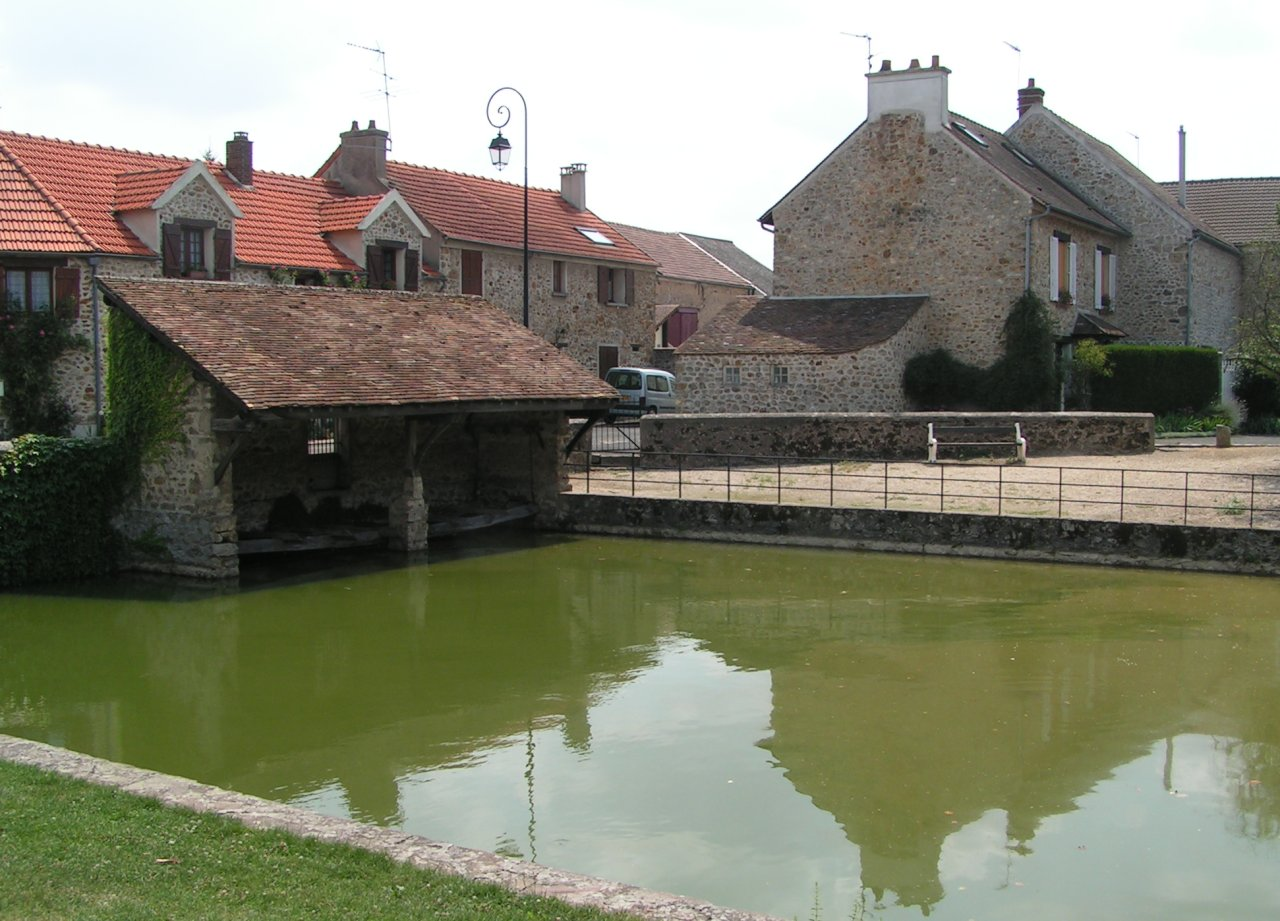
Le lavoir de Villeziers.

Le sud du territoire communal est traversé par le cours de la Salmouille, rivière affluente de l’Orge. Elle entre sur le domaine du château de Saint-Jean-de-Beauregard au sud-est du territoire puis passe en contrebas de la butte aux vaches avant de quitter le territoire lors de son passage sous les voies de l’autoroute A10 pour rejoindre Marcoussis. À proximité de ce cours d’eau se trouve la source dite de Saint Vandrille. Sur le plateau, un vaste étang subsiste au lieu-dit la Gâtine, il alimente le petit ruisseau de La Brosse qui rejoint plus bas la Salmouille. Un second étang a été aménagé à l’entrée du parc du château. Celui-ci est agrémenté de trois bassins d’agrément. Une mare se trouve au lieu-dit la Grange aux moines, et deux autres dans le centre du hameau de Villeziers dont l’une a été aménagée pour accueillir un lavoir.

### Relief et géologie
Le territoire communal est installé pour sa plus grande partie sur le plateau du Hurepoix. Il s’étage entre une altitude minimale de cent mètres au sud-est du territoire dans la vallée de la Salmouille et une altitude maximale de cent soixante-neuf mètres. Plusieurs repères géodésiques sont implantés dans la commune, dont un dans le hameau de Villeziers à une altitude de cent cinquante et un mètres. Le sous-sol est caractéristique du Bassin parisien, constitué de couches successives de sable, argile à meulière et marne.

### Communes limitrophes
Le village de Saint-Jean-de-Beauregard est limitrophe au nord-ouest, au nord et au nord-est de la ville nouvelle des Ulis, la route de la Folie Bessin matérialisant une partie de la frontière, à l’est, au sud-est et au sud se trouve Marcoussis, séparée pour partie par les voies de l’autoroute A10 et le cours de la Salmouille, au sud-ouest, la même rivière sert de limite au territoire de Janvry, à l’ouest se trouve le village de Gometz-le-Châtel. Avant la création des Ulis, le village était limitrophe au nord-ouest de Bures-sur-Yvette, au nord et au nord-est d’Orsay.

### Climat
Pour des articles plus généraux, voir Climat de l'Île-de-France et Climat de l'Essonne.
En 2010, le climat de la commune est de type climat océanique dégradé des plaines du Centre et du Nord, selon une étude du CNRS s'appuyant sur une série de données couvrant la période 1971-2000. En 2020, Météo-France publie une typologie des climats de la France métropolitaine dans laquelle la commune est exposée à un climat océanique altéré et est dans la région climatique Sud-ouest du bassin Parisien, caractérisée par une faible pluviométrie, notamment au printemps (120 à 150 mm) et un hiver froid (3,5 °C). 
Pour la période 1971-2000, la température annuelle moyenne est de 10,7 °C, avec une amplitude thermique annuelle de 15,3 °C. Le cumul annuel moyen de précipitations est de 693 mm, avec 11 jours de précipitations en janvier et 7,9 jours en juillet. Pour la période 1991-2020, la température moyenne annuelle observée sur la station météorologique la plus proche, située sur la commune de Gometz-le-Châtel à 3 km à vol d'oiseau, est de 11,3 °C et le cumul annuel moyen de précipitations est de 734,7 mm,. Pour l'avenir, les paramètres climatiques de la commune estimés pour 2050 selon différents scénarios d'émission de gaz à effet de serre sont consultables sur un site dédié publié par Météo-France en novembre 2022.
| Mois                                  | jan.             | fév.             | mars            | avril           | mai           | juin           | jui.           | août           | sep.           | oct.            | nov.          | déc.             | année      |
| ------------------------------------- | ---------------- | ---------------- | --------------- | --------------- | ------------- | -------------- | -------------- | -------------- | -------------- | --------------- | ------------- | ---------------- | ---------- |
| Température minimale moyenne (°C)     | 1,5              | 1,3              | 3,4             | 5,3             | 8,6           | 11,6           | 13,4           | 13,2           | 10,4           | 7,9             | 4,4           | 2                | 6,9        |
| Température moyenne (°C)              | 4,1              | 4,6              | 7,7             | 10,5            | 13,9          | 17,1           | 19,3           | 19,2           | 15,8           | 11,9            | 7,4           | 4,5              | 11,3       |
| Température maximale moyenne (°C)     | 6,7              | 7,9              | 11,9            | 15,6            | 19,2          | 22,6           | 25,2           | 25,2           | 21,1           | 15,9            | 10,3          | 7,1              | 15,7       |
| Record de froid (°C) date du record   | −19,2 17.01.1985 | −12,8 07.02.1991 | −9,9 07.03.1971 | −4,5 12.04.1986 | −1 03.05.1967 | 0,8 05.06.1991 | 4,2 04.07.1984 | 4,1 31.08.1986 | 0,7 17.09.1971 | −4,9 30.10.1985 | −9 24.11.1998 | −13,5 29.12.1964 | −19,2 1985 |
| Record de chaleur (°C) date du record | 15,3 27.01.03    | 21,1 27.02.19    | 25,8 31.03.21   | 28,1 25.04.07   | 31,2 27.05.05 | 37,8 18.06.22  | 42,8 25.07.19  | 40 12.08.03    | 36,4 09.09.23  | 29,3 02.10.23   | 21 07.11.15   | 16,8 07.12.00    | 42,8 2019  |
| Précipitations (mm)                   | 59,9             | 53,7             | 53,5            | 51,9            | 73,1          | 60,7           | 60,8           | 59,9           | 52,6           | 64,9            | 67,1          | 76,6             | 734,7      |

### Voies de communication et transports
Au sud-est de la commune passe le seul axe majeur du territoire, l’autoroute A10, pour la portion où elle assure la liaison entre la route nationale 104 venant du sud par Marcoussis et la route nationale 118 au nord depuis Les Ulis. Cet axe autoroutier majeur a cependant un faible impact sur l’environnement du village puisqu’il est encaissé en contrebas de celui-ci, dans la vallée de la Salmouille. Au nord du hameau de Villeziers se trouvent les voies de la route départementale 35, aussi appelée localement route de Gometz, dans la portion faisant office de rocade sud des Ulis. Aucun réseau de transport en commun ne dessert le territoire communal. La gare d'Orsay-Ville desservie par la ligne B du RER d'Île-de-France est la plus proche du village. Situé dans l’axe des pistes, Saint-Jean-de-Beauregard est situé à quinze kilomètres au sud-ouest de l’aéroport Paris-Orly. Le village est aussi situé à quarante-sept kilomètres au sud-ouest de l’aéroport Paris-Charles-de-Gaulle.

### Lieux-dits, écarts et quartiers
Le village de Saint-Jean-de-Beauregard est composé de plusieurs hameaux et lieux-dits dont le principal, centre du bourg, Villeziers, plus à l’est, l’enclave de la Gâtine et la Bergerie et au sud-est le groupement de ferme de la Grange aux Moines. Le sud-ouest du territoire est occupé par le domaine privé du château de Saint-Jean-de-Beauregard. Plusieurs lieux-dits subsistent dont la Grande Pièce, Gravigny au nord, les Pendants de Villeziers et la Pièce de Villemoisy à l’ouest, le bois de Saint-Jean, les Fonds de Saint-Vandrille et la Butte aux Vaches au sud. Une part importante du centre commercial Ulis 2 est implantée au nord du territoire communal.

## Urbanisme

### Typologie
Au 1er janvier 2024, Saint-Jean-de-Beauregard est catégorisée ceinture urbaine, selon la nouvelle grille communale de densité à sept niveaux définie par l'Insee en 2022.
Elle est située hors unité urbaine. Par ailleurs la commune fait partie de l'aire d'attraction de Paris, dont elle est une commune de la couronne,. Cette aire regroupe 1 929 communes,.

## Toponymie
Au Moyen Âge le village s’appelait Mons Falconis en 1225, Montfaucon avant de devenir Saint-Jean de Montfaucon, Saint-Jean de Beauregard en 1610.
D’origine romano-franque, montem falconis indique un relief rocheux, une butte, une nature sauvage, « un nid de faucon ».
La commune fut créée en 1793 avec son nom actuel.
Beauregard : forteresse ou village beau à voir, disposant d'une belle vue.

## Histoire

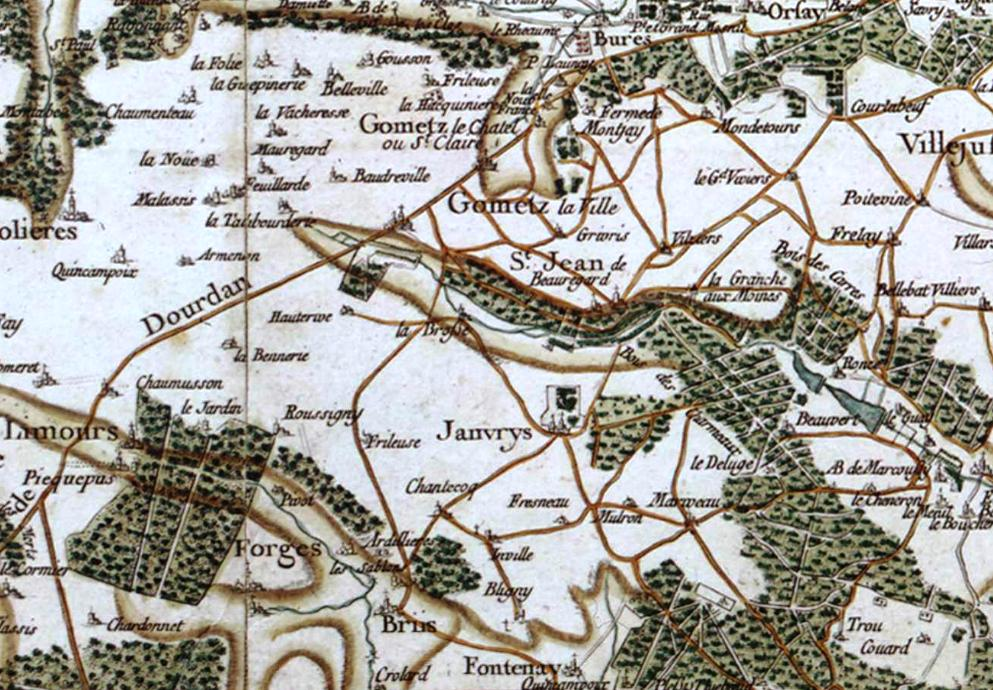
Carte de la région de Saint-Jean-de-Beauregard au XVIIe siècle par Cassini.

La première mention du lieu, alors nommé Montfaucon date de 1142 lorsque le propriétaire terrien Hugues Bibens, dans une charte de Louis VII, donna cette terre à l’abbaye des Vaux-de-Cernay. En 1183, une partie du bois de Montfaucon fut donné au prieuré de Longpont, l’imbrication des domaines donnant lieu à un échange en 1204 pour regrouper la totalité dans la propriété des Vaux-de-Cernay.
En 1226 existait déjà la grange aux Moines, propriété de l’abbaye des Vaux-de-Cernay. En 1237, l’évêque de Paris Guillaume d'Auvergne accéda à la demande du chevalier Eudes de Montfaucon que les moines célèbrent l’office dans une chapelle à proximité de la maison seigneuriale, première étape à la constitution d’une paroisse. Alors que la seigneurie était appelée Beauregard, la paroisse, détachée de Marcoussis au XIVe siècle fut d’abord consacrée à Saint Wandrille.
En 1550, la seigneurie de Montfaucon appartenait à Gabriel de Monteau, qui le vendit en 1576 à l’écuyer Charles de Tournebœuf, qui le laissa en 1580, par sa fille à Philippe Drapier. En 1587, la seigneurie de Montfaucon revenait à Jean Desrozier puis en 1606 à Nicolas Lelièvre. Celui-ci obtint quatre ans plus tard, par lettre patente de Louis XIII le changement de nom pour devenir Saint-Jean-de-Beauregard.
Le conseiller du roi François Dupoux acquit le domaine en 1612 et entama la construction d’un nouveau château sur les ruines du précédent doté de communs, d’une orangerie, d’une pigeonnier et d’une glacière. En 1639, la seigneurie revint à un nommé Garnier, puis en 1653 au seigneur de Beaufort et en 1700 à Charles Doller. En 1678, l’ancienne chapelle ruinée fut remplacée par une autre à proximité du château.
Au XVIIe siècle fut établie la ferme de Villeziers, disposant de près de quatre cents hectares de culture. En 1760 le domaine fut acheté par François Montrenon, laissé en héritage en 1790 à la famille de Murinais.
De 1840 à 1864 fut installée par la comtesse de Murinais une école de filles dans une maison construite à cet effet. En 1874 fut ouverte une école provisoire dans l’ancien presbytère. Le village se dota d’une mairie-école en 1887 et d’un lavoir en 1889. En 1899 fut reconstruite une nouvelle chapelle, complétée au XXe siècle par un porche.

## Population et société

### Démographie

#### Évolution démographique
L'évolution du nombre d'habitants est connue à travers les recensements de la population effectués dans la commune depuis 1793. Pour les communes de moins de 10 000 habitants, une enquête de recensement portant sur toute la population est réalisée tous les cinq ans, les populations de référence des années intermédiaires étant quant à elles estimées par interpolation ou extrapolation. Pour la commune, le premier recensement exhaustif entrant dans le cadre du nouveau dispositif a été réalisé en 2006.

En 2022, la commune comptait 471 habitants, en évolution de +14,88 % par rapport à 2016 (Essonne : +2,89 %, France hors Mayotte : +2,11 %).
| 1793 | 1800 | 1806 | 1821 | 1831 | 1836 | 1841 | 1846 | 1851 |
| ---- | ---- | ---- | ---- | ---- | ---- | ---- | ---- | ---- |
| 212  | 212  | 214  | 234  | 167  | 187  | 180  | 190  | 201  |

| 1856 | 1861 | 1866 | 1872 | 1876 | 1881 | 1886 | 1891 | 1896 |
| ---- | ---- | ---- | ---- | ---- | ---- | ---- | ---- | ---- |
| 211  | 204  | 234  | 215  | 199  | 230  | 222  | 238  | 227  |

| 1901 | 1906 | 1911 | 1921 | 1926 | 1931 | 1936 | 1946 | 1954 |
| ---- | ---- | ---- | ---- | ---- | ---- | ---- | ---- | ---- |
| 211  | 223  | 196  | 180  | 190  | 198  | 177  | 189  | 192  |

| 1962 | 1968 | 1975 | 1982 | 1990 | 1999 | 2006 | 2011 | 2016 |
| ---- | ---- | ---- | ---- | ---- | ---- | ---- | ---- | ---- |
| 206  | 226  | 224  | 237  | 265  | 283  | 275  | 279  | 410  |

| 2021 | 2022 | - | - | - | - | - | - | - |
| ---- | ---- | - | - | - | - | - | - | - |
| 476  | 471  | - | - | - | - | - | - | - |

L’évolution démographique de Saint-Jean-de-Beauregard est celle d’un village rural, relativement stable au fil des années. Le premier recensement des personnes, intervenu en 1793 a dénombré deux cent douze habitants dans la commune, chiffre porté à deux cent trente-quatre habitants en 1821 avant une forte chute en 1831 à seulement cent soixante-sept résidents, plus faible occupation de la commune à aujourd’hui. La progression reprit lentement pour atteindre le niveau originel en 1856, avant une période à l’évolution instable, passant à deux cent trente-quatre habitants en 1866 mais moins de deux cents résidents dix ans plus tard puis à nouveau deux cent trente en 1881 et jusqu’à deux cent trente-huit en 1891. La commune entra dans le XXe siècle avec un peu plus de deux cents habitants avant de connaître une nouvelle chute à partir de 1911 et plus encore en 1921 avec à peine cent quatre-vingts résidents, le cap des deux cents habitants n’étant franchi à nouveau qu’en 1962, début d’une croissance continue jusqu’à atteindre le pic démographique communal de deux cent quatre-vingt-trois habitants en 1999 avant une nouvelle diminution lors des derniers recensements. L’immigration représente une part non négligeable de cette croissance démographique avec en 1999, 8,5 % de la population de nationalité étrangère.

#### Pyramide des âges
En 2018, le taux de personnes d'un âge inférieur à 30 ans s'élève à 40,1 %, soit au-dessus de la moyenne départementale (39,9 %). À l'inverse, le taux de personnes d'âge supérieur à 60 ans est de 17,8 % la même année, alors qu'il est de 20,1 % au niveau départemental.
En 2018, la commune comptait 224 hommes pour 237 femmes, soit un taux de 51,41 % de femmes, légèrement supérieur au taux départemental (51,02 %).
Les pyramides des âges de la commune et du département s'établissent comme suit.
| Hommes | Classe d’âge | Femmes |
| ------ | ------------ | ------ |
| 0,0    | 90 ou +      | 1,2    |
| 4,3    | 75-89 ans    | 3,4    |
| 12,4   | 60-74 ans    | 14,2   |
| 19,8   | 45-59 ans    | 17,3   |
| 22,8   | 30-44 ans    | 24,2   |
| 19,2   | 15-29 ans    | 19,1   |
| 21,4   | 0-14 ans     | 20,6   |

| Hommes | Classe d’âge | Femmes |
| ------ | ------------ | ------ |
| 0,5    | 90 ou +      | 1,4    |
| 5,4    | 75-89 ans    | 7,2    |
| 12,9   | 60-74 ans    | 13,9   |
| 20     | 45-59 ans    | 19,4   |
| 19,9   | 30-44 ans    | 20,1   |
| 20     | 15-29 ans    | 18,2   |
| 21,3   | 0-14 ans     | 19,8   |

## Politique et administration

### Politique locale
La commune de Saint-Jean-de-Beauregard est rattachée au canton des Ulis, représenté par les conseillers départementaux Dominique Fontenaille (DVD) et Françoise Marhuenda (MRC), à l'arrondissement de Palaiseau et à la quatrième circonscription de l'Essonne, représentée par le député Nathalie Kosciusko-Morizet (UMP). Le maire actuel, François Frontera (DVD) préside un conseil municipal composé de onze élus, il est assisté dans ses fonctions par deux adjoints au maire. L’Insee attribue à la commune le code 91 3 20 560. La commune de Saint-Jean-de-Beauregard est enregistrée au répertoire des entreprises sous le code SIREN 219 105 608. Son activité est enregistrée sous le code APE 8411Z.
En 2011, la commune disposait d’un budget de 372 000 € dont 319 000 € de fonctionnement et 53 000 € d’investissement, financés pour 43,18 % par les impôts locaux avec des taux d’imposition fixés à 6,23 % pour la taxe d'habitation, 9,13 % et 27,88 % pour la taxe foncière sur le bâti et le non-bâti en 2010. En 2011, la dette municipale cumulée s’élevait à 1 009 000 €. En 2010, aucun logement social n’était implanté dans la commune qui n’est cependant pas obligée par la loi relative à la solidarité et au renouvellement urbains.
La commune est membre fondateur de la communauté de communes du pays de Limours à laquelle elle a transféré les compétences de développement économique, d’aménagement du territoire, d’organisation des transports en commun, de gestion des lieux d’accueil des gens du voyage, des équipements sportifs et culturels et de la collecte et du traitement des ordures ménagères.

### Liste des maires
| Période                                  | Période  | Identité          | Étiquette | Qualité                       |
| ---------------------------------------- | -------- | ----------------- | --------- | ----------------------------- |
| Les données manquantes sont à compléter. |          |                   |           |                               |
| 2001                                     | En cours | François Frontera | SE        | Exploitant de centre équestre |

### Tendances et résultats politiques
Au regard des derniers résultats des scrutins électoraux, les électeurs de Saint-Jean-de-Beauregard semblent privilégier un vote à droite pour les élections à portée nationale mais un vote à gauche pour les scrutins locaux. Ainsi, lors des dernières élections présidentielles, le candidat de la droite républicaine emportait largement les suffrages des Bellinagardinois, de même lors des élections législatives où les candidats de l’UMP sont réélus à chaque scrutin dans la commune. À l’inverse, lors des scrutins régionaux et départementaux, ce sont les candidats ou listes socialistes qui arrivent en tête dans la commune. Du fait de l’élection municipale selon la méthode plurinominale à deux tours, ce scrutin n’est de fait pas démonstratif de la tendance politique communale. En 1992, les électeurs de la commune avaient approuvé le traité de Maastricht à 51,02 %, ils approuvèrent à une plus forte majorité encore le traité de Rome en 2005.
Élections présidentielles, résultats des deuxièmes tours :
- Élection présidentielle de 2002 : 84,88 % pour Jacques Chirac (RPR), 15,12 % pour Jean-Marie Le Pen (FN), 84,29 % de participation[57].
- Élection présidentielle de 2007 : 54,44 % pour Nicolas Sarkozy (UMP), 45,56 % pour Ségolène Royal (PS), 89,37 % de participation[58].
- Élection présidentielle de 2012 : 55,36 % pour Nicolas Sarkozy (UMP), 44,64 % pour François Hollande (PS), 84,24 % de participation[59].

Élections législatives, résultats des deuxièmes tours :
- Élections législatives de 2002 : 52,32 % pour Pierre-André Wiltzer (UMP), 47,68 % pour Marianne Louis (PS), 72,86 % de participation[60].
- Élections législatives de 2007 : 51,82 % pour Nathalie Kosciusko-Morizet (UMP), 48,18 % pour Olivier Thomas (PS), 67,14 % de participation[61].
- Élections législatives de 2012 : 54,17 % pour Nathalie Kosciusko-Morizet (UMP), 45,83 % pour Olivier Thomas (PS), 71,92 % de participation[62].

Élections européennes, résultats des deux meilleurs scores :
- Élections européennes de 2004 : 33,05 % pour Harlem Désir (PS), 16,10 % pour Patrick Gaubert (UMP), 59,13 % de participation[63].
- Élections européennes de 2009 : 30,19 % pour Michel Barnier (UMP), 24,53 % pour Daniel Cohn-Bendit (Europe Écologie), 56,35 % de participation[64].

Élections régionales, résultats des deux meilleurs scores :
- Élections régionales de 2004 : 50,00 % pour Jean-Paul Huchon (PS), 39,33 % pour Jean-François Copé (UMP), 75,12 % de participation[65].
- Élections régionales de 2010 : 52,25 % pour Jean-Paul Huchon (PS), 47,75 % pour Valérie Pécresse (UMP), 58,55 % de participation[66].

Élections cantonales, résultats des deuxièmes tours :
- Élections cantonales de 2004 : 67,38 % pour Delphine Antonetti (PS), 32,62 % pour François Pelletant (DVD), 74,15 % de participation[67].
- Élections cantonales de 2011 : 67,00 % pour Jérôme Cauët (PS), 33,00 % pour François Pelletant (DVD), 54,08 % de participation[68].

Élections municipales, résultats des deuxièmes tours :
- Élections municipales de 2001 : données manquantes.
- Élections municipales de 2008 : 89 voix pour François Curel (?), 63,64 % de participation[69].

Référendums :
- Référendum de 2000 relatif au quinquennat présidentiel : 74,36 % pour le Oui, 25,64 % pour le Non, 42,51 % de participation[70].
- Référendum de 2005 relatif au traité établissant une Constitution pour l’Europe : 53,95 % pour le Oui, 46,05 % pour le Non, 76,73 % de participation[71].

### Enseignement

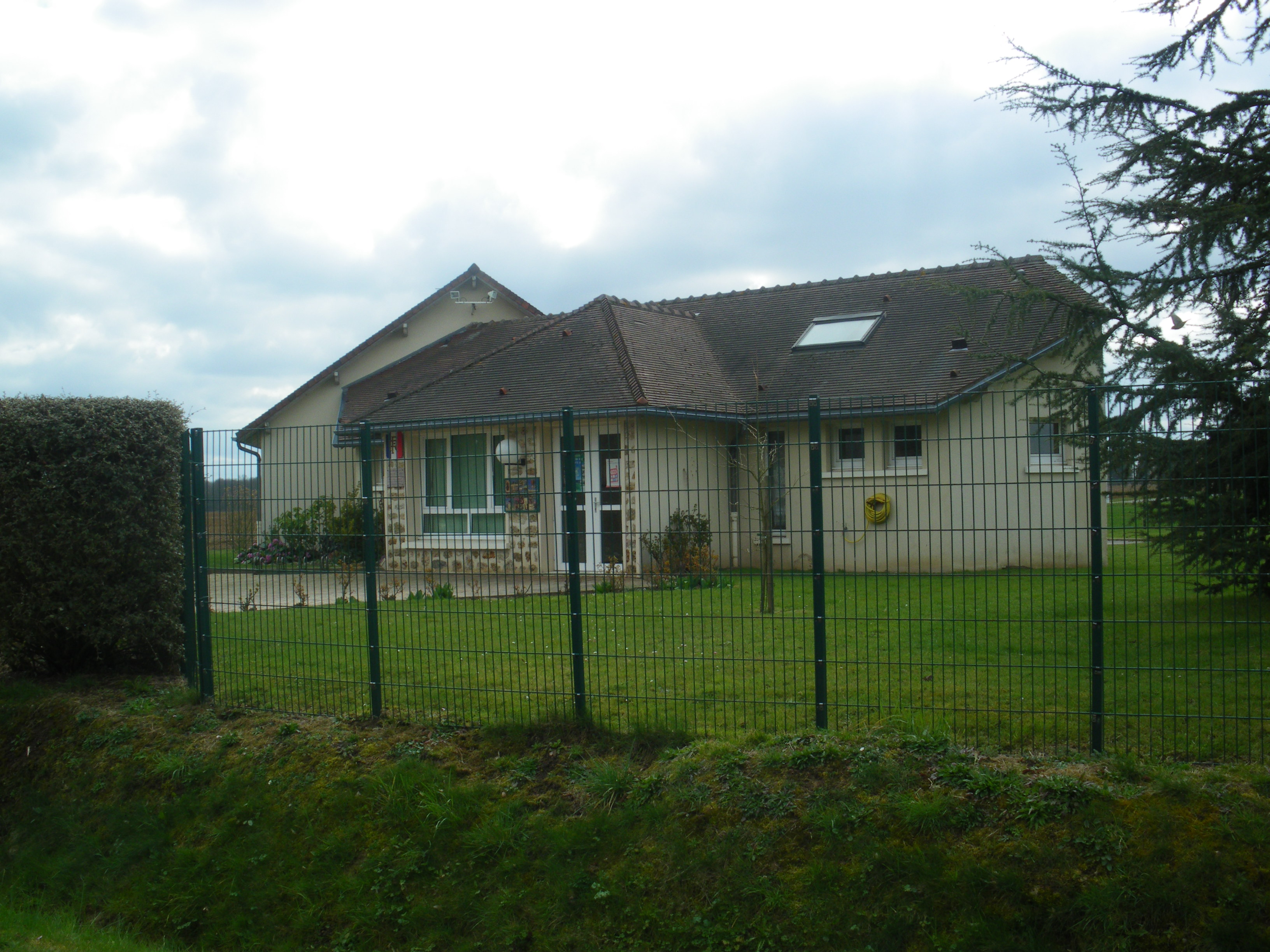
L’école du Centre.

Les élèves de Saint-Jean-de-Beauregard sont rattachés à l’académie de Versailles. La commune dispose sur son territoire de l’école élémentaire du Centre. Les enfants scolarisés avant six ans sont orientés vers l’école maternelle de Mondétour dans la commune voisine d’Orsay. Les élèves plus âgés vont ensuite au collège des Goussons à Gif-sur-Yvette puis au lycée de l’Essouriau aux Ulis. Hors périodes scolaires, les enfants sont pris en charge par le centre de loisirs intercommunal de Soucy à Fontenay-lès-Briis.

### Santé
Aucun établissement de santé n’est implanté sur le territoire communal. Aucun praticien de santé ne s’est installé dans la commune. Le centre hospitalier d’Orsay est le plus proche géographiquement.

### Services publics
La commune ne dispose d’aucune représentation du service public sur son territoire. Sa sécurité est assurée par la brigade de gendarmerie nationale de Gif-sur-Yvette et du centre de secours des Ulis. Les justiciables de la commune sont rattachés au tribunal d’instance et au conseil de prud’hommes de Longjumeau, au tribunal de grande instance et de commerce d’Évry, tous dépendant de la cour d'appel de Paris.

### Jumelages
La commune de Saint-Jean-de-Beauregard n’a développé aucune association de jumelage.

## Vie quotidienne à Saint-Jean-de-Beauregard

### Culture
Une salle polyvalente a été aménagée à proximité de la mairie pour accueillir les manifestations et expositions.

### Sports
Le club omnisports de Saint-Jean-de-Beauregard gère le court de tennis et le boulodrome municipal.

### Lieux de culte

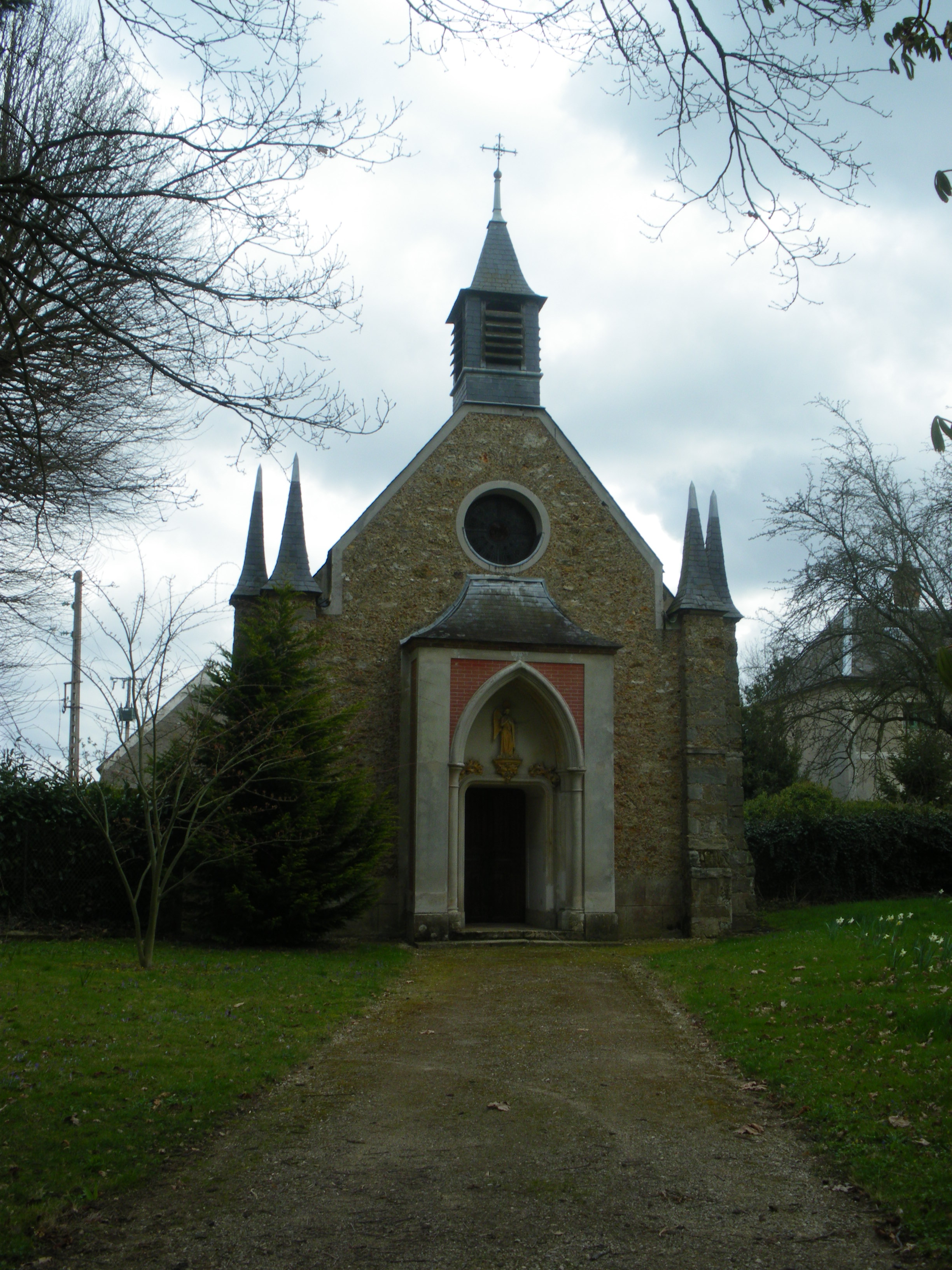
L’église Saint-Jean-Baptiste.

La paroisse catholique de Saint-Jean-de-Beauregard est rattachée au secteur pastoral de Limours et au diocèse d'Évry-Corbeil-Essonnes. Elle dispose de l’église Saint-Jean-Baptiste.

### Médias
L’hebdomadaire Le Républicain relate les informations locales. La commune est en outre dans le bassin d’émission des chaînes de télévision France 3 Paris Île-de-France Centre, IDF1 et Téléssonne intégré à Télif.

## Économie
La commune de Saint-Jean-de-Beauregard est intégrée au bassin d'emploi d’Orsay, qui comptait en 1999 125 975 habitants, les résidents de la commune représentant 0,22 % de la population de la zone. Avec une partie du centre commercial Ulis 2 située sur le territoire municipal, l’activité économique est presque exclusivement orientée vers le commerce, même si une exploitation agricole est encore active sur plus de deux cents hectares du territoire. En 2011, trente-cinq entreprises étaient installées dans la commune totalisant quarante-et-un emplois en 2009. La commune comptait alors cent quarante-cinq personnes recensées dans la population active, obligeant plus 85 % d’entre eux à travailler dans une autre commune. Cependant, en 2009, le taux de chômage n’était que de 6,2 %.

### Emplois, revenus et niveau de vie
Les habitants de Saint-Jean-de-Beauregard disposent d’un niveau de vie relativement aisé, plus des deux tiers ayant un emploi fixe en entreprise ou dans la fonction publique et 22 % exerçant un emploi indépendant. Cependant, les revenus semblent s’éroder, passant en moyenne d’un revenu net imposable de 38 683 € en 2006 à 36 907 € en 2009, cependant toujours très supérieur à la moyenne nationale de 23 230 €. En 2006, le revenu fiscal médian par ménage était de 25 274 €, ce qui plaçait la commune au 382e rang parmi les 30 687 communes de plus de cinquante ménages que compte le pays et au trente-cinquième rang départemental.
| Répartition des emplois par catégories socioprofessionnelles en 2006. |              |                                           |                                                   |                            |                          |                           |
|                                                                       | Agriculteurs | Artisans, commerçants, chefs d’entreprise | Cadres et professions intellectuelles supérieures | Professions intermédiaires | Employés                 | Ouvriers                  |
| Saint-Jean-de-Beauregard                                              | -            | -                                         | -                                                 | -                          | -                        | -                         |
| Zone d’emploi d’Orsay                                                 | 0,2 %        | 3,7 %                                     | 36,2 %                                            | 26,2 %                     | 21,4 %                   | 12,3 %                    |
| Moyenne nationale                                                     | 2,2 %        | 6,0 %                                     | 15,4 %                                            | 24,6 %                     | 28,7 %                   | 23,2 %                    |
| Répartition des emplois par secteurs d’activités en 2006.             |              |                                           |                                                   |                            |                          |                           |
|                                                                       | Agriculture  | Industrie                                 | Construction                                      | Commerce                   | Services aux entreprises | Services aux particuliers |
| Saint-Jean-de-Beauregard                                              | -            | -                                         | -                                                 | -                          | -                        | -                         |
| Zone d’emploi d’Orsay                                                 | 1,0 %        | 13,4 %                                    | 3,8 %                                             | 18,1 %                     | 30,5 %                   | 5,4 %                     |
| Moyenne nationale                                                     | 3,5 %        | 15,2 %                                    | 6,4 %                                             | 13,3 %                     | 13,3 %                   | 7,6 %                     |
| Sources : Insee,                                                      |              |                                           |                                                   |                            |                          |                           |

## Culture locale et patrimoine

### Patrimoine environnemental
Le domaine de Saint-Jean-de-Beauregard est labellisé « Jardin remarquable ». Une partie de ce domaine est intégrée au vaste espace boisé s’étalant sur toute la portion sud et est du territoire communal, recensée au titre des espaces naturels sensibles.

### Patrimoine architectural
Le château de Beauregard construit entre 1610 et 1760 a été inscrit aux monuments historiques le 28 octobre 1926, le 12 décembre 1991 et le 5 juillet 1993,,,. Outre le château de style Louis XIII, le parc abrite des communs, une orangerie, un pigeonnier de 4 500 boulins, une glacière et un potager fleuri de deux hectares à la manière du potager du roi de Versailles mariant fleurs et légumes.

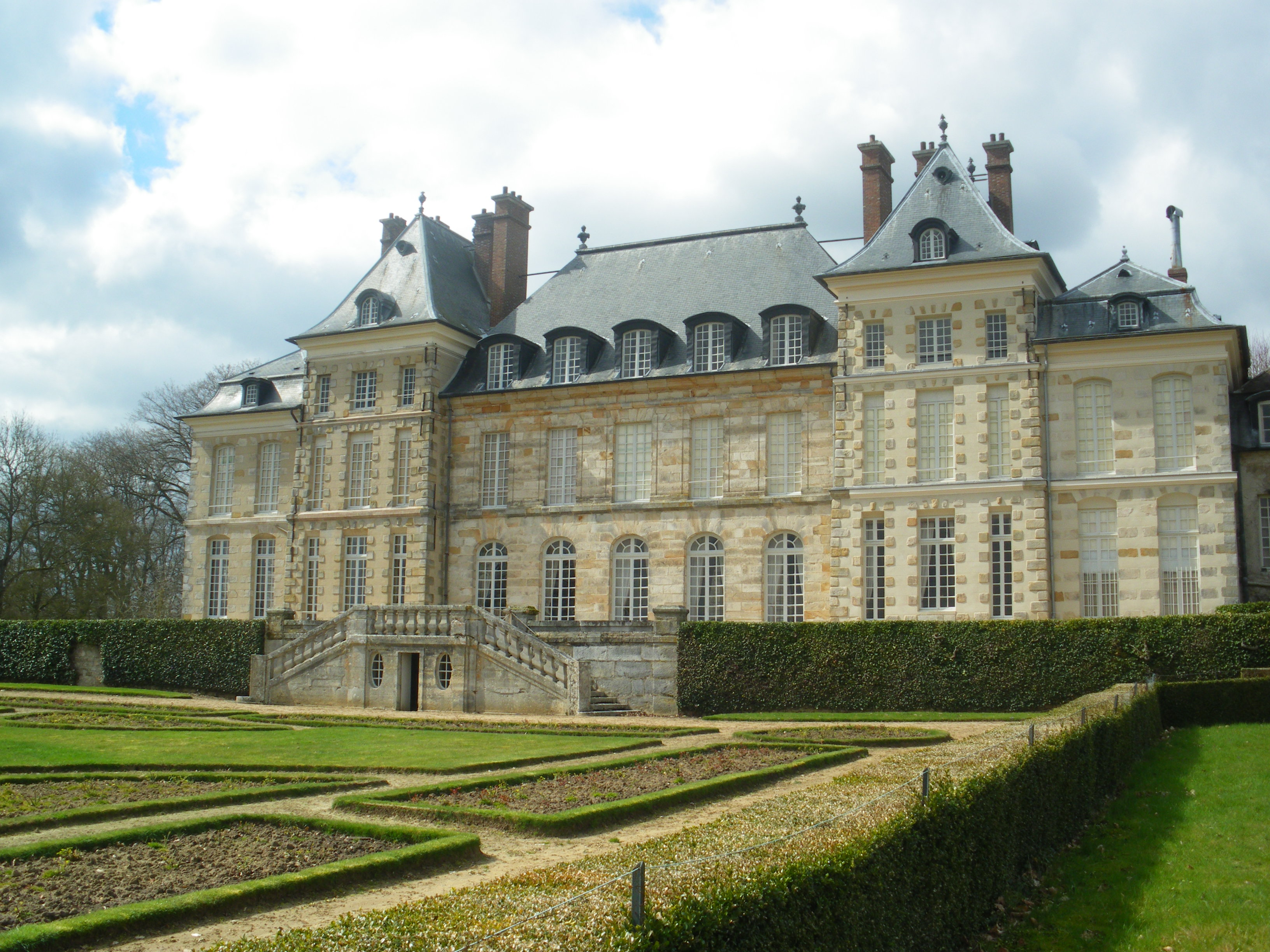
Le château, façade orientale.
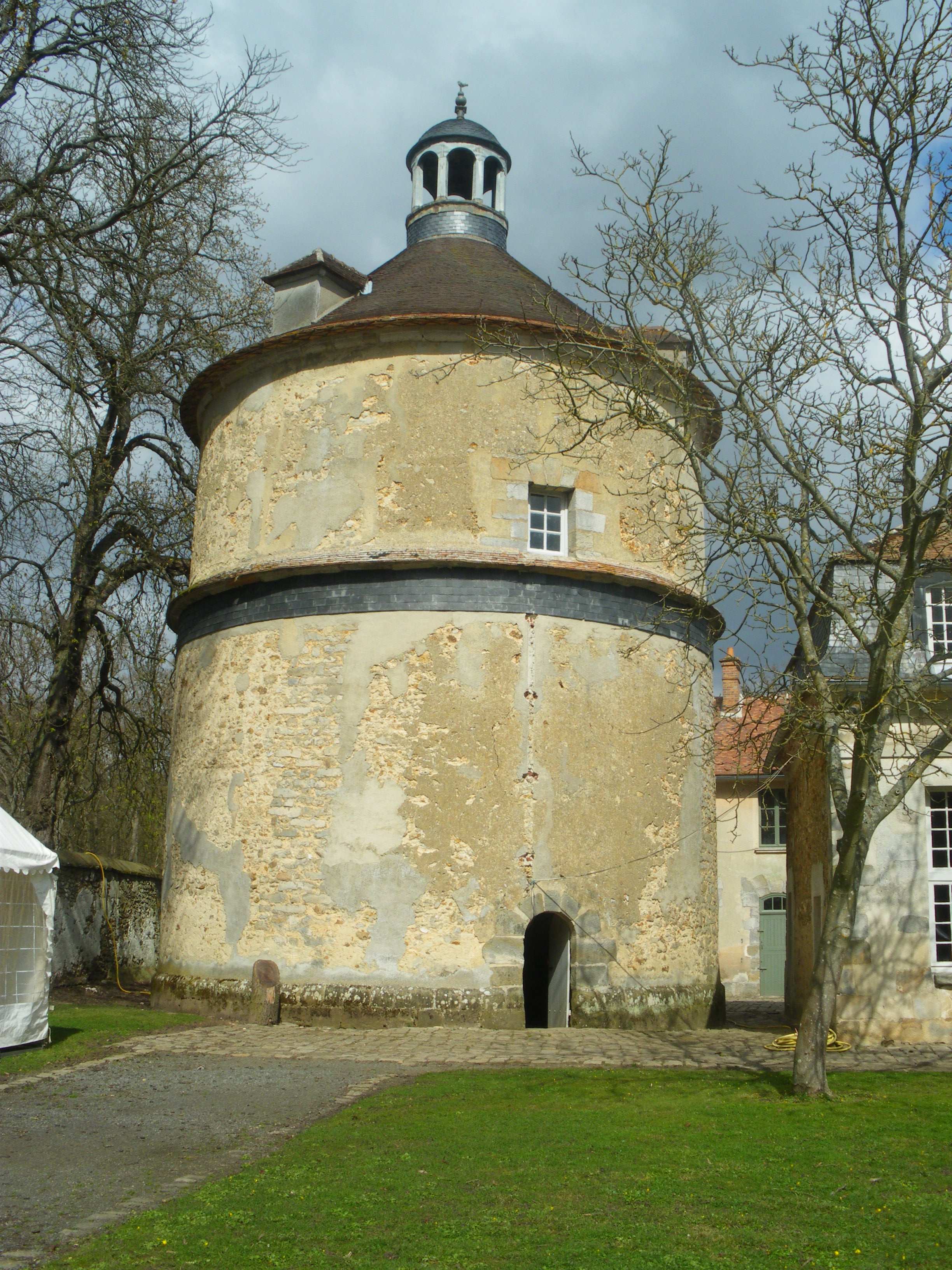
Le pigeonnier.

### Festivités
Le domaine de Saint-Jean-de-Beauregard organise chaque année au printemps la fête des plantes vivaces, à l’été la fête des artisans d’art et à l’automne la fête des plantes, fruits et légumes.

### Héraldique
| Blason de Saint-Jean-de-Beauregard. | La commune de Saint-Jean-de-Beauregard ne dispose pas de blason. |